# ブルネイ・マレー語
英語読みではブルネイ・マレー語（ブルネイマレーご、Brunei Malay）また原語読みならばブルネイ・ムラユ語（ブルネイムラユご、Bahasa Melayu Brunei、ジャウィ文字 بهاس ملايو بروني)）は、東南アジアのボルネオ島で話されているマレー語（ムラユ語）の一変種である。ブルネイで最も広く話されている言語であり、またマレーシア領のサバ州、サラワク州のラブアン、リンバン、ラワス、シピタン、パパルなどで話されている。ブルネイでは標準マレー語が公的な国語とされているが、ブルネイ・マレーは社会的に優勢で他の少数言語（DusunやTutong）にとってかわりつつある。標準マレー語とブルネイ・マレーはダイグロシアの関係にある。ブルネイ・マレーは上記の少数言語と共存し、日常のコミュニケーションで用いられているのに対して、標準マレー語は公的な場で用いられている。ブルネイ・マレー語は相互理解が可能な程度に標準マレー語と似通っており、語彙の84%を標準マレー語と共有している